# Ключ 41
Ключ 41 (трад. и упр. 寸) — ключ Канси со значением «дюйм»; один из 34, состоящих из трёх штрихов.
В словаре Канси есть 40 символов (из 49 030), которые можно найти c этим радикалом.

## История
Древняя идеограмма изображала кисть руки с нанесённой на неё отметкой, фиксирующей древнюю меру длины. С другой стороны, рисунок обозначает место, где меряют пульс.
Современный иероглиф употребляется в значениях: «кусочек, чуточка, крошечный, ничтожно малый», «место биения пульса».
В качестве ключевого иероглифа используется мало.

Вид в Цзиньвэнь
Вид в большой печати Чжуаньшу
Вид в малой печати Чжуаньшу

В словарях располагается под номером 41.

## Значение
1. Единица длины. (см. Китайская система мер)
2. Кусочек, чуточка, крошечный, ничтожно малый.
3. Место биения пульса.

## Варианты прочтения
- кит. 寸, пиньинь cùn, цунь.
- яп. すん, sun, сун.
- кор. 마디 madi, мади?, 촌 chon, чонь?.

## Примеры иероглифов
| Доп. штрихи | Иероглифы      |
| ----------- | -------------- |
| 0           | 寸             |
| 2           | 对 㝳          |
| 3           | 寺 寻 导       |
| 4           | 寿 寽 対 㝴    |
| 5           | 尀 㝵          |
| 6           | 封 専          |
| 7           | 尃 射 尅 㝶 将 |
| 8           | 將 專 尉       |
| 9           | 尊 尋 尌 𡬷 㝷 |
| 10          | 𡬼             |
| 11          | 對             |
| 12          | 導 𡭄 𡭉       |

- Примечание: Ваш браузер может отображать иероглифы неправильно.